# Фінеас Тейлор Барнум
Фінеас Тейлор Барнум (англ. Phineas Taylor Barnum; [ˈbɑrnəm]; 5 липня 1810 — 7 квітня 1891) — американський шоумен, бізнесмен і політик, відомий тим, що пропагував відомі містифікації та заснував цирк Barnum & Bailey (1871–2017)  з Джеймсом Ентоні Бейлі. Він також був письменником, видавцем і філантропом, хоча про себе казав: «За професією я шоумен. ... і вся позолота не зробить з мене когось іншого». За словами його критиків, його особистою метою було «набити грошима власні скрині». Йому широко приписують авторство прислів'я «Щохвилини народжується лох», хоча нема жодних доказів що це саме його слова.
Барнум став власником малого бізнесу у віці двадцяти років і заснував щотижневу газету, перш ніж переїхати до Нью-Йорка в 1834 році. Він розпочав кар’єру артиста, спочатку з естрадною трупою «Великий науково-музичний театр Барнума», а незабаром після цього придбав Американський музей Скаддера, який він перейменував на своє ім'я. Він використовував музей як платформу для просування містифікацій і людських цікавинок, таких як русалка Фіджі та генерал Том Тумб. У 1850 році він сприяв американському туру шведської оперної співачки Єнні Лінд, заплативши їй безпрецедентні 1000 доларів за ніч протягом 150 ночей. У 1850-х роках він зазнав економічних потрясінь через погані інвестиції, а також роки судових процесів і публічного приниження, але він використав лекційний тур як доповідач про руху стриманості, щоб позбутися боргів. Його музей мав перший в Америці акваріум і розширений відділ воскових фігур.
Барнум пропрацював два терміни в законодавчому органі Коннектикуту в 1865 році як республіканець від Ферфілда, штат Коннектикут. Він виступав перед законодавчим органом щодо ратифікації Тринадцятої поправки до Конституції Сполучених Штатів, яка скасовує рабство та примусове рабство: «Не можна жартувати з людською душею, «яку створив Бог і за яку помер Христос». Він може орендувати тіло китайця, турка, араба чи готтентота — це все одно безсмертний дух». 1875 року він був обраний мером міста Бриджпорт, штат Коннектикут, де працював над покращенням водопостачання, газовим освітленням вулиць і дотриманням законів про алкогольні напої та проституцію. Він також зіграв важливу роль у заснуванні Бриджпортської лікарні в 1878 році та був її першим президентом. Тим не менш, цирковий бізнес, розпочатий, коли йому було 60 років, став джерелом значної частини його слави. 1870 року він заснував «Великий мандрівний музей, звіринець, караван та іподром Ф. Т. Барнума» — мандрівний цирк, звіринець і музей «виродків», який з роками отримав багато назв.
Барнум був одружений з Чаріті Галлетт з 1829 року до її смерті в 1873 році, і у них було четверо дітей. 1874 року, через кілька місяців після смерті дружини, він одружився з Ненсі Фіш, донькою свого друга, на 40 років молодшою за нього. Вони були одружені до 1891 року, коли Барнум помер у себе вдома від інсульту. Його поховали на кладовищі Маунтін-Гроув у Бриджпорті, яке він сам спроєктував.

## Раннє життя
Барнум народився в Бетел, штат Коннектикут, у сім'ї власника корчми, кравця та крамника Філо Барнума (1778–1826) та його другої дружини Ірен Тейлор. Його дід по материнській лінії Фінеас Тейлор був вігом, законодавцем, землевласником, мировим суддею та організатором лотерей, який мав на нього значний вплив.
Протягом багатьох років Барнум мав кілька підприємств, у тому числі крамницю, книжкові аукціони, спекуляції нерухомістю та загальнодержавну лотерейну мережу. 1829 року він відкрив щотижневу газету «The Herald of Freedom» у Данбері, штат Коннектикут. Його редакційні статті проти старійшин місцевих церков призвели до позовів про наклеп і судового переслідування, яке призвело до двомісячного ув'язнення, але після звільнення він став поборником ліберального руху. Він продав свій магазин у 1834 році.
Свою кар’єру шоумена він розпочав у 1835 році, коли йому було 25 років, коли він придбав і виставив як експонат сліпу та майже повністю паралізовану рабиню на ім'я Джойс Хет, пустивши чутки що це колишня годувальниця Джорджа Вашингтона, якій зараз 161 рік. Рабство вже було заборонено в Нью-Йорку, але він скористався лазівкою, яка дозволила йому орендувати її на рік за 1000 доларів, позичивши 500 доларів, щоб завершити продаж. Хет померла у лютому 1836 року, коли їй було не більше, ніж 80 років. Барнум працював з нею по 10–12 годин на день, і він організував розтин її тіла в нью-йоркському салоні, де глядачі платили 50 центів за те, щоб побачити розтин мертвої жінки.

## Шоумен

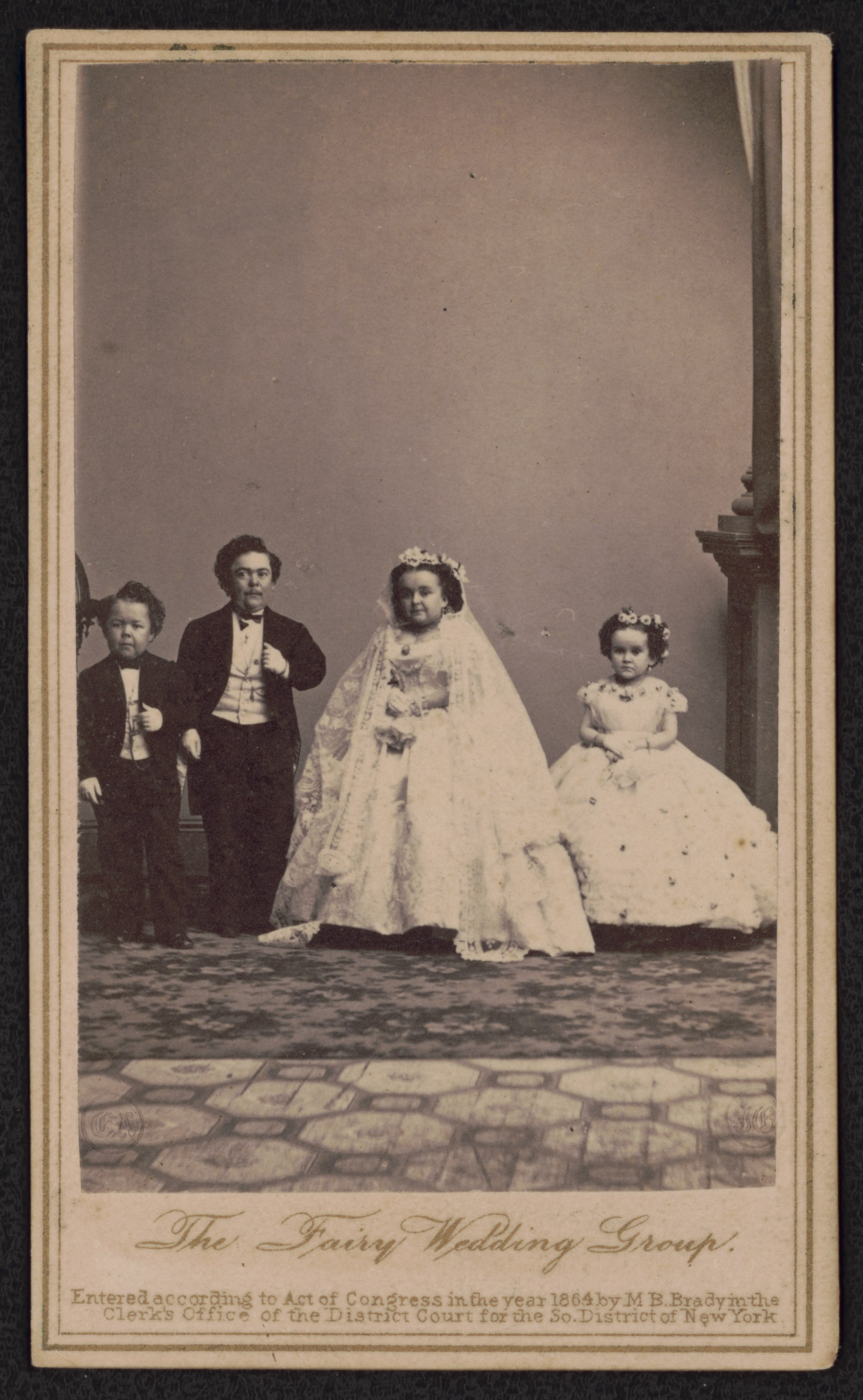
Артисти, пов'язані з Барнумом: Чарльз Страттон («Генерал Том Тумб») і його наречена Лавінія Воррен, а також її сестра Мінні та Джордж Вашингтон Моррісон Натт («Комодор Натт»)

Барнум мав рік неоднозначного успіху зі своєю першою естрадною трупою «Великий науково-музичний театр Барнума», за яким виникла паніка 1837 року та три роки складних обставин. 1841 року він придбав Американський музей Скаддера, розташований на Бродвеї та Енн-стріт у Нью-Йорку. Він покращив виставку, модернізувавши будівлю та додавши експонати, а потім перейменував його в «Американський музей Барнума»; це стало популярним виставковим місцем. Він додав лампу-маяк, яка привертала увагу вгору та вниз по Бродвею, і прапори вздовж краю даху, які привертали увагу вдень, а гігантські картини тварин між верхніми вікнами привертали увагу пішоходів. Дах був перетворений на прогулянковий сад із видом на місто, де він щодня запускав польоти на повітряній кулі. До експонатів Барнум додав детальні моделі міст і відомих битв а до опудал тварин Барнум додав живих істот, включаючи альбіносів, велетнів, маленьких людей, жонглерів, фокусників, екзотичних жінок а також звіринець.

### Русалка Фіджі і Том Тумб

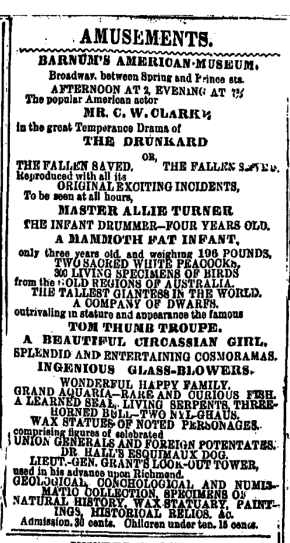
Газетна реклама 1866 року про Американський музей Барнума, розташований на Енн-стріт у Манхеттені

У 1842 році Барнум представив свою першу велику містифікацію: істоту з тілом мавпи та хвостом риби, відому як русалка «Фіджі». Він орендував його у власника музею Мозеса Кімбола з Бостона, який став його другом, довіреною особою та співробітником. Барнум виправдовував свої містифікації тим, що вони були рекламою для привернення уваги до музею. «Я не вірю в обман публіки, — сказав він, — але я вірю в те, щоб спочатку залучити публіку, а потім догодити їй».
Слідом за русалкою він показав Чарльза Стратона, маленьку людину на ім'я «Генерал Том — Великий палець» («Найменша людина, яка коли-небудь ходила сама»), якому тоді було чотири роки, але було заявлено 11. Завдяки важким тренуванням і природному таланту хлопчика навчили імітувати людей від Геракла до Наполеона.
У 1843 році Барнум найняв індіанську танцівницю fu-Hum-Me, першу з багатьох вихідців з корінних націй, яких він представив. У 1844–1845 роках він гастролював з генералом Томом Тумбом у Європі та зустрів королеву Вікторію, яка була вражена , але засмучена маленькою людиною, і подія стала публічним успіхом. Це відкрило Барнуму двері для відвідин королівських сімей з усієї Європи, включно з російським царем, і дозволило придбати десятки нових атракціонів, включаючи автоматони та інші механічні дива. У цей час він почав витрачати гроші та купив інші музеї, в тому числі Музей художника Рембрандта Піла у Філадельфії , перший великий музей країни. До кінця 1846 року музей Барнума відвідувало 400 000 відвідувачів на рік.

### Єнні Лінд

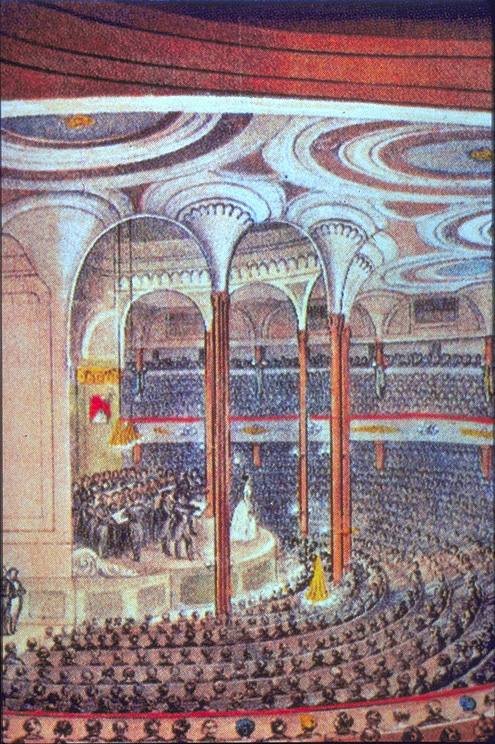
Castle Garden, Нью-Йорк, місце проведення перших американських концертів Лінд

Барнум дізнався про популярність Єнні Лінд, «шведського солов'я», під час свого європейського туру з Томом Тумбом, коли її кар'єра в Європі була на піку. Барнум ніколи її не чув і визнавав, що сам не музикальний, але він запросив її співати в Америці за 1000 доларів за ніч протягом 150 ночей, усі витрати оплачував він. Він був упевнений, що зможе використати репутацію Лінд у своїй рекламі.
Лінд зажадала гонорар заздалегідь, і Барнум погодився; це дозволило їй зібрати фонд для благодійних організацій, головним чином на школи для бідних дітей у Швеції. Барнум взяв значні позики заклавши свої особняк і музей, щоб зібрати гроші, щоб заплатити Лінд , але йому все ще бракувало коштів; тому він переконав міністра у Філадельфії, що Лінд добре вплине на американську мораль, і міністр позичив йому останні 6000 доларів. Контракт також давав Лінд можливість відмовитися від туру після 60 або 100 виступів, заплативши Барнуму 50 000 доларів, якщо вона це зробить. Лінд та її невелика компанія відпливли до Америки у вересні 1850 року, але вона була знаменитістю ще до того, як прибула, завдяки місяцям підготовки Барнума; близько 40 000 людей зустріли її в доках і ще 20 000 в її готелі. Була присутня преса, а також можна було купити мерч зі співачкою. Коли вона зрозуміла, скільки грошей Барнум може заробити на турне, вона наполягла на новій угоді, яку він підписав 3 вересня 1850 року. Це дало їй початковий гонорар плюс решту прибутку від кожного концерту після гонорару Барнума в 5500 доларів за управління. Вона була сповнена рішучості зібрати якомога більше грошей для своїх благодійних організацій.

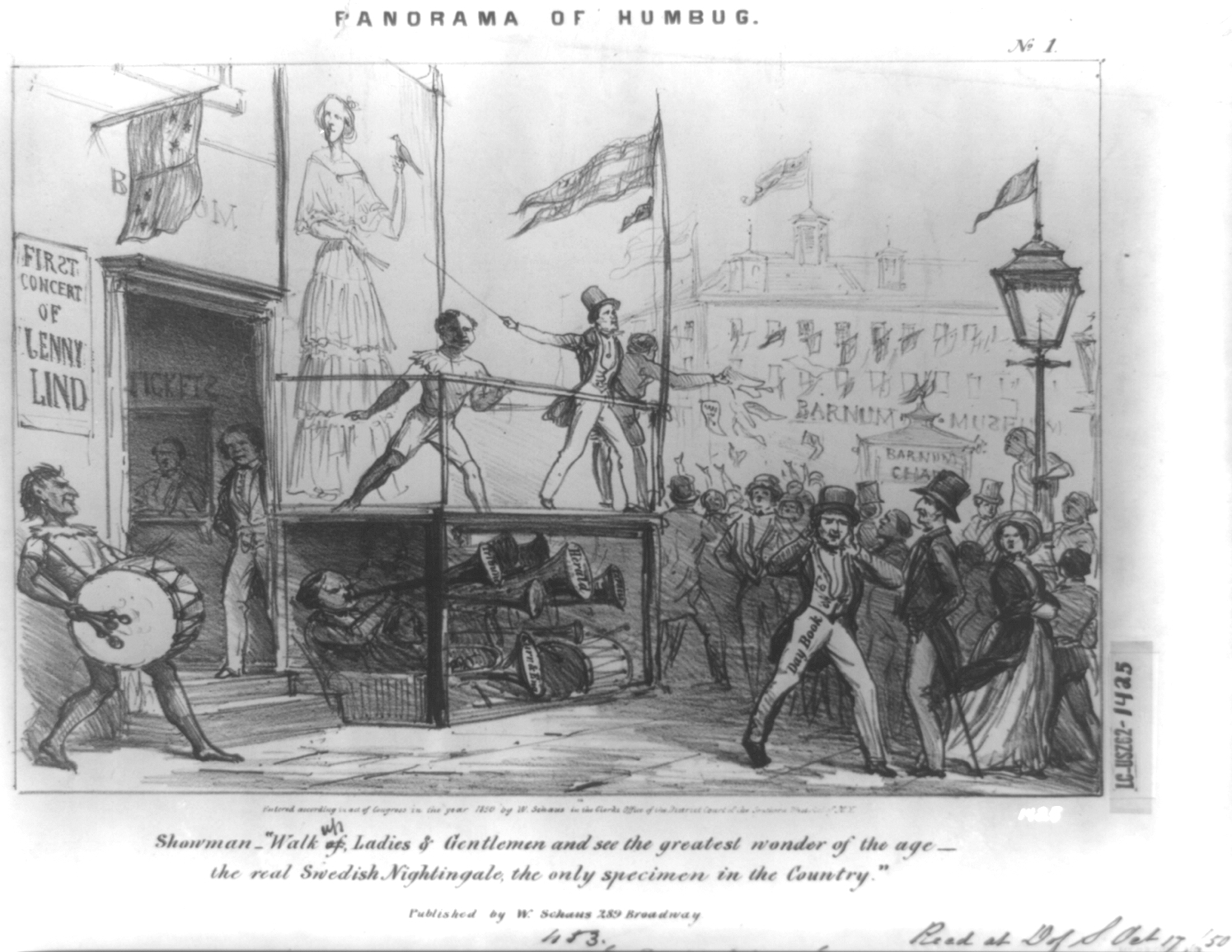
Пародія на перше американське турне Лінда для Барнума, Нью-Йорк, жовтень 1850 року

Тур почався з концерту в Castle Garden 11 вересня 1850 року, і він мав великий успіх, повернувши Барнуму вчетверо його інвестиції. Вашингтон Ірвінг проголосив: «Її самої достатньо, щоб урівноважити все зло, яким загрожує світові велика конвенція жінок. Тож бережи Боже Єнні Лінд!» Квитки на деякі з її концертів користувалися таким попитом, що Барнум продавав їх з аукціону, а ентузіазм публіки був настільки сильним, що преса вжила термін «ліндоманія». Кричуща комерційність квиткових аукціонів Барнума засмутила Лінд , і вона переконала його зробити значну кількість квитків доступними за зниженими цінами.
Під час туру реклама Барнума завжди передувала приїзду Лінд і викликала ентузіазм; у нього на зарплаті було до 26 журналістів. Після Нью-Йорка компанія гастролювала по східному узбережжю з незмінним успіхом, а пізніше поїхала по південним штатам і Кубі. На початку 1851 року Лінд почувалася незручно через невпинний маркетинг туру Барнумом, і вона посилалася на договірне право розірвати з ним свої стосунки. Вони розійшлися мирно, і вона продовжила турне майже рік під власним керівництвом. Лінд дала 93 концерти в Америці для Барнума, заробивши близько 350 000 доларів, тоді як Барнум заробив щонайменше 500 000 доларів (що приблизно дорівнює 16 286 000 $ у 2021 році).

### Різноманітне дозвілля
Наступним завданням Барнума було змінити ставлення громадськості до театру, який багато хто вважав так званим «лігвом зла». Він хотів позиціонувати театри як палаци повчання та насолоди, а також як респектабельних розваг середнього класу. Він побудував найбільший і найсучасніший театр Нью-Йорка, назвавши його «Лекторій моралі». Він сподівався, що це дозволить уникнути непристойних конотацій, привернути натовп сім'ї та отримати схвалення моральних хрестоносців Нью-Йорка. Він започаткував перші в країні театральні ранки, щоб заохотити сім'ї та зменшити страх перед злочинністю. Театр відкрився «П'яницею», ледь прихованою лекцією про стриманість (він став трезвенником після повернення з Європи). Після цього він ставив мелодрами, фарси та історичні п'єси, які ставили високоповажні актори. Він спрощував п'єси Шекспіра та інші, такі як «Хатина дядька Тома», щоб зробити їх сімейними розвагами.
Він організовував виставки квітів, конкурси краси, виставки собак, змагання птахів, але найпопулярнішими були конкурси малюків, наприклад, на найтовстішого малюка чи найгарніших близнюків. 1853 року він заснував щотижневу графічну газету «Ілюстровані новини»; він завершив свою автобіографію через рік, яка розійшлася тиражем понад мільйон примірників протягом численних редакцій. Марк Твен любив цю книгу, але British Examiner вважав її «смішною» і «образливою» і писав, що вона не викликала «нічого, крім відчуття огиди» і «щирого жалю до нещасної людини, яка її писала».
На початку 1850-х років Барнум почав інвестувати в розвиток Іст-Бріджпорта, штат Коннектикут. Він надав значні позики компанії Jerome Clock Company, щоб змусити її переїхати до його нової промислової зони, але компанія збанкрутувала в 1856 році, забравши з собою багатство Барнума. Це поклало початок чотирирічному судовому розгляду та публічному приниженню. Ральф Уолдо Емерсон проголосив, що падіння Барнума показало, що «боги знову стали видимими», а інші критики відзначали публічну дилему Барнума. Але Генерал Том Великий палець запропонував свої послуги, оскільки він гастролював сам, і вони вирушили в ще одне європейське турне. Барнум також розпочав лекційний тур, здебільшого як доповідач про стриманість. До 1860 року він позбувся боргів і побудував особняк, який назвав «Лінденкрофт», і знову став власником свого музею.

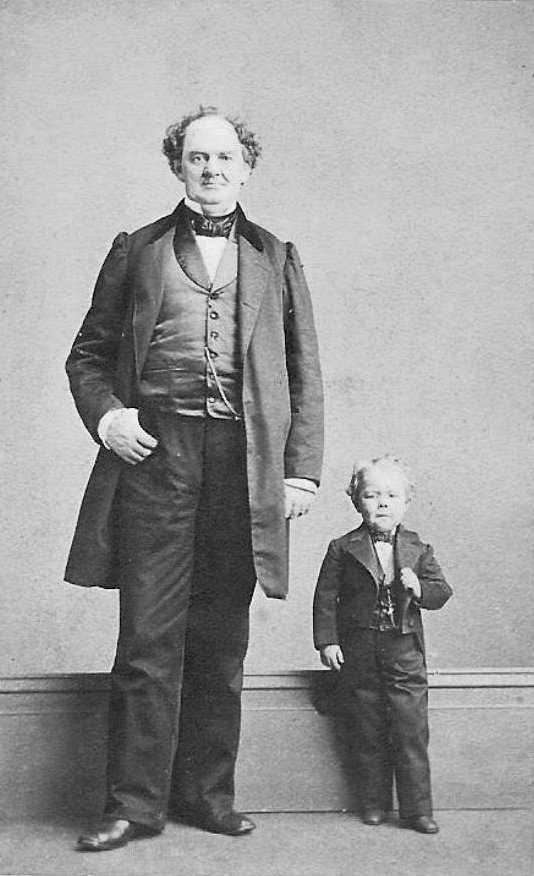
Барнум із коммодором Наттом, фотографія Чарльза ДеФореста Фредрікса

Барнум створив перший в Америці акваріум і розширив відділ воскових фігур у своєму музеї. Його «Сім великих салонів» демонстрували сім чудес світу. Колекції розширилися до чотирьох будівель, і він опублікував «Путівник до музею», який заявляв про 850 000 «цікавинок». Наприкінці 1860 року сіамські близнюки Чанг і Енг вийшли на пенсію, оскільки їм потрібно було більше грошей, щоб відправити своїх численних дітей до коледжу. Вони зробили гастрольну кар'єру самостійно і поїхали жити на плантацію в Північній Кароліні. Вони також з'явилися в Музеї Барнума протягом шести тижнів. Також у 1860 році Барнум представив «людину-мавпу» Вільяма Генрі Джонсона, маленьку чорну людину з мікроцефалією, яка розмовляла таємничою мовою, створеною Барнумом. 1862 року він відкрив велетенку Анну Свон і коммодора Натта, нового Генерала Тома, з яким Барнум відвідав президента Авраама Лінкольна в Білому домі. Під час Громадянської війни його музей збирав велику кількість глядачів, які прагнули відволіктися від конфлікту. Він додав до репертуару про-уніоністські виставки, лекції та драми. 1864 року він найняв актрису Полін Кушман (яку було представлено публіці як шпигунку) читати лекції про її «захопливі пригоди» за кордоном Конфедерації. Юніоністські симпатії Барнума спонукали прихильника Конфедерації зробити підпал у 1864 році. Американський музей Барнума згорів дотла 13 липня 1865 року від пожежі невідомого походження. Барнум відновив його в іншому місці в Нью-Йорку, але це також було знищено пожежею в березні 1868 року. Другого разу втрата була надто великою, і Барнум пішов з музейної справи.

## Король цирку

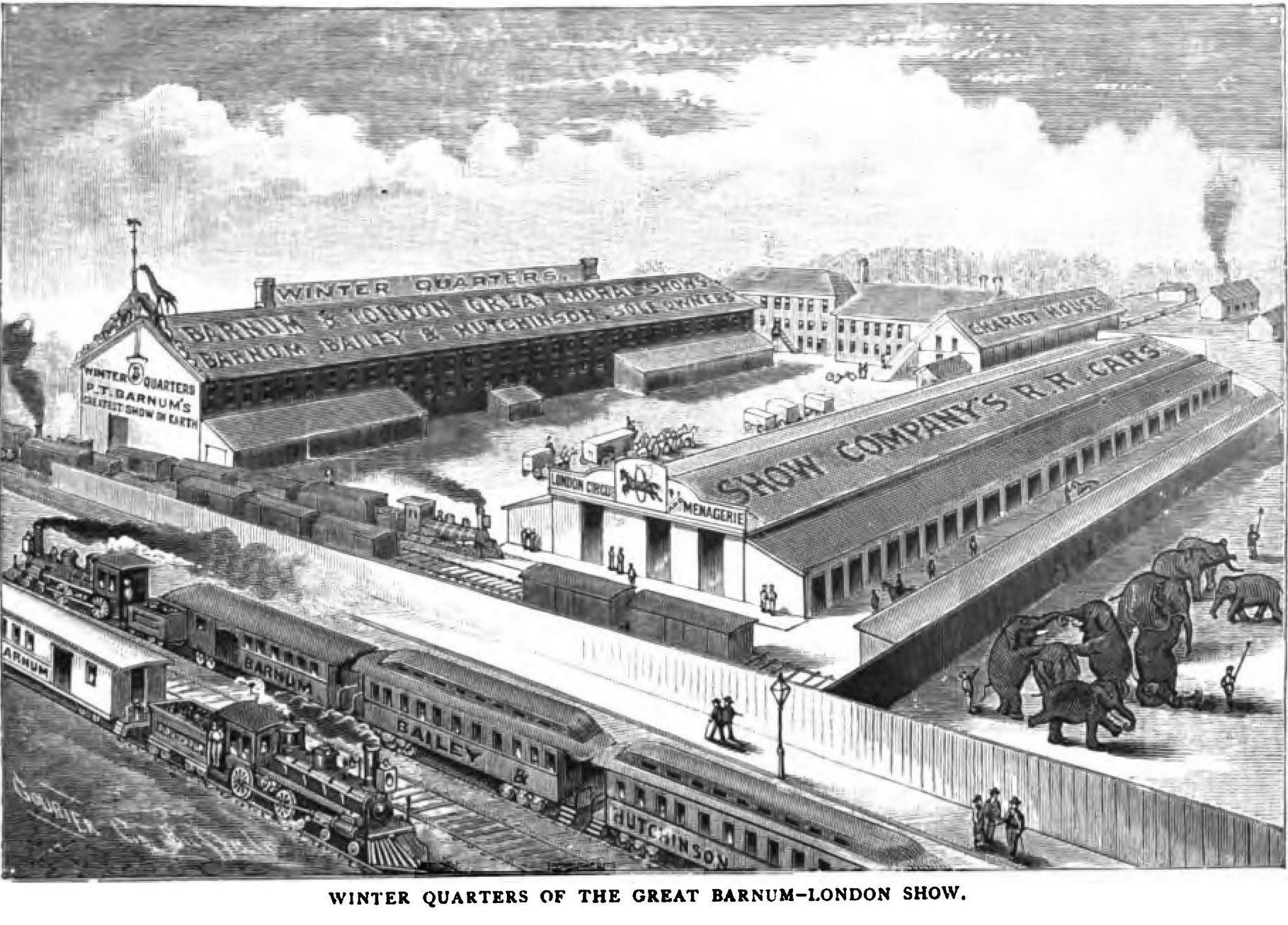
Зимові квартали Великої Барнум-Лондонської виставки до 1886 року

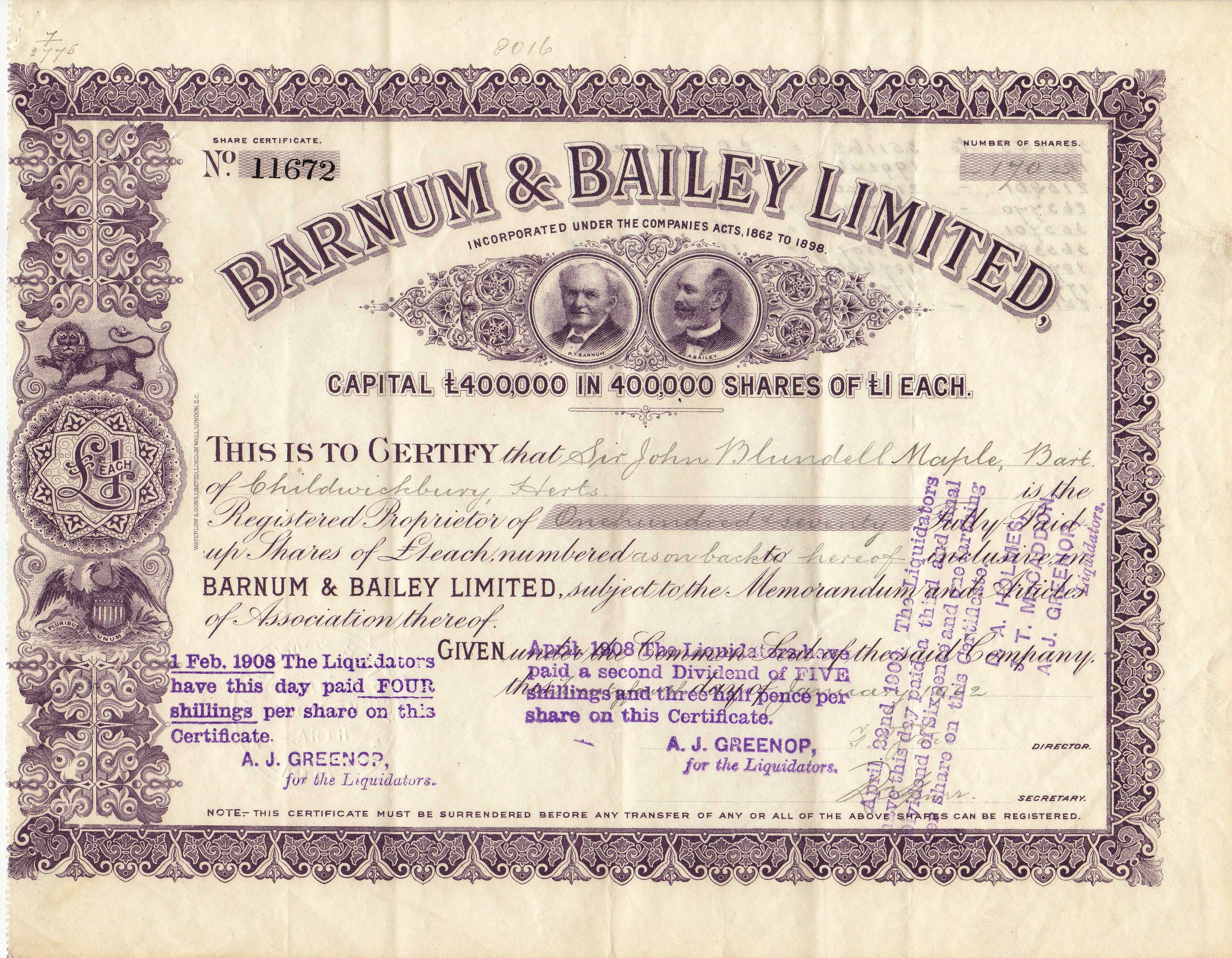
Акція Barnum and Bailey Ltd, випущена 24 січня 1902 року

У цирковий бізнес Барнум прийшов після 60 років. 1870 року разом з Вільямом Кемероном Купом він заснував «Великий мандрівний музей П. Т. Барнума, звіринець, караван і іподром » у Делавані, штат Вісконсін; це був мандрівний цирк, звіринець і музей «виродків». Він мав різні назви: «Мандрівний світовий ярмарок П.Т.Барнума, Великий римський іподром і найкраще шоу на Землі» та «Найвеличніше шоу П. Т. Барнума на Землі та Великий Лондонський цирк, Королівський британський звіринець Сангера та Великі міжнародні союзні шоу» після злиття в 1881 році з Джеймсом Бейлі та Джеймсом Л. Хатчінсоном, незабаром скорочено до «Barnum & Bailey's». Це розважальне явище стало першим цирком, де було три арени. Першою головною визначною пам'яткою шоу був Джамбо, африканський слон, якого Барнум придбав у 1882 році в Лондонському зоопарку. Цирк Барнума і Бейлі все ще містив номери, подібні до його «Мандрівного звіринця», включаючи акробатів, фрік-шоу та генерала Тома Тумба. Барнум продовжував розвивати цирк, попри нові пожежі, залізничні катастрофи та інші невдачі. Йому допомагали професіонали, які керували щоденними операціями. Він і Бейлі розійшлися в 1885 році, але вони повернулися разом у 1888 році з «Barnum & Bailey Greatest Show On Earth», пізніше « Barnum &amp; Bailey Circus », який гастролював в усьому світі.
Барнум був одним із перших власників цирку, який перевіз свій цирк поїздом за пропозицією Бейлі та інших ділових партнерів, і, ймовірно, першим, хто мав власний поїзд. Враховуючи відсутність асфальтованих шосе в Америці того часу, це виявилося мудрим рішенням, яке значно розширило географічне охоплення Барнума. У цій новій індустрії Барнум більше покладався на поради своїх партнерів, більшість з яких були досить молоді, щоб бути його синами.
Завдяки своїм інноваційним і вражаючим ідеям Барнума стали називати «Шекспіром реклами».

## Автор і викривач

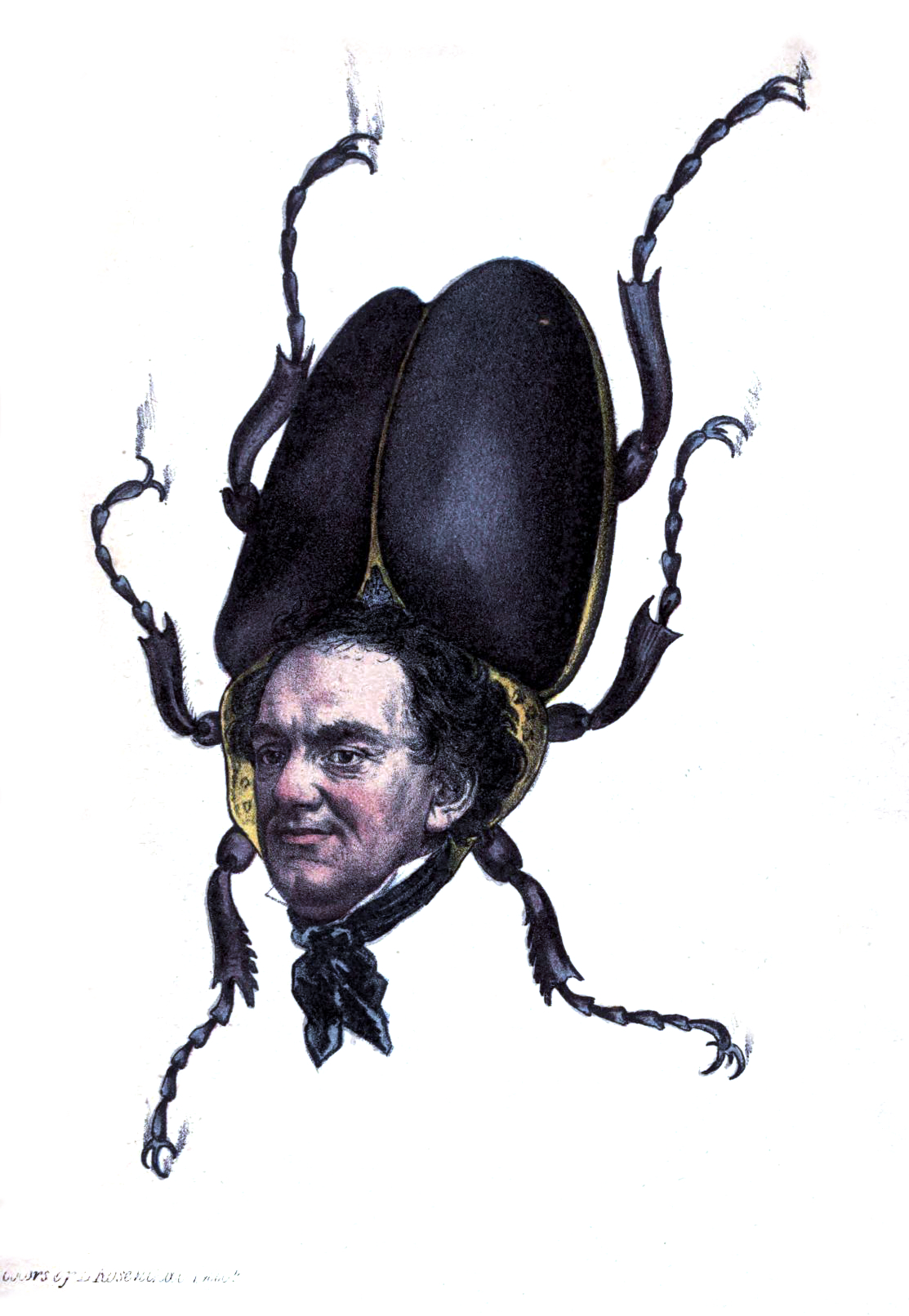
«Hum-Bug»: мультфільм Х. Л. Стівенса (1851)

Барнум написав кілька книг, у тому числі «Життя П. Т. Барнума» (1855), «Люди світу» (1865), « Боротьби та тріумфи » (1869), «Ліс і джунглі, або Захоплюючі пригоди у всіх куточках земної кулі». :  та Мистецтво здобувати гроші (1880).
Барнума часто називали «принцем обманок», і він не бачив нічого поганого в тому, щоб артисти чи продавці використовували містифікації (або «обманки», як він це називав) у рекламних матеріалах, якщо публіка отримувала цінність за гроші. Однак він з презирством ставився до тих, хто заробляв гроші шахрайством, особливо до спіритуалістів, популярних у його часи; він свідчив проти відомого «духовного фотографа» Вільяма Х. Мамлера під час його суду за шахрайство, і він викрив трюки, які використовують медіуми, щоб обдурити людей що втратили близьких. У «The Humbugs of the World» він запропонував 500 доларів (близько 9000 доларів у 2021 році) будь-якому медіуму, який зможе довести здатність спілкуватися з мертвими.

## Роль у політиці
Барнум брав значну участь у політиці. Він головним чином зосереджувався на расі, рабстві та секціоналізмі в період до громадянської війни в США. Він виступав проти Закону штату Канзас-Небраска 1854 року, який підтримував рабство, тому він залишив Демократичну партію, яка схвалювала рабство, і став частиною нової Республіканської партії, яка виступає проти рабства.
Барнум стверджував, що «політика завжди була для мене неприємною», але він був обраний до законодавчого органу Коннектикуту в 1865 році як представник Республіканської партії від Фейрфілда і служив чотири терміни. Він найняв шпигунів, щоб отримати інсайдерську інформацію про залізничні лінії Нью-Йорка та Нью-Гейвена, отримав секрет як підняти тарифи на 20 відсотків. Він сказав під час ратифікації Тринадцятої поправки до Конституції Сполучених Штатів : «Не можна жартувати з людською душею, «яку створив Бог і за яку помер Христос». Він може мешкати в тілі китайця, турка, араба чи готтентота — це все одно безсмертний дух». Він також визнав, що мав рабів, коли жив на Півдні. «Я шмагав своїх рабів. Мене самому за це треба було би тисячу разів. Але тоді я був демократом — одним із тих непримітних демократів, які є людьми Півночі з південними принципами»
Барнум був обраний на наступні чотири сесії та змінив сенатора Орріса С. Феррі. Він був законодавчим ініціатором закону, ухваленого Генеральною Асамблеєю Коннектикуту в 1879 році, який забороняв використання «будь-яких ліків, медичних виробів або інструментів з метою запобігання зачаття», а також зробив злочином допомагати позбуватись вагітності; цей закон залишався в силі в Коннектикуті, доки він не був скасований у 1965 році Верховним судом США у справі Griswold v. Коннектикут. Він балотувався до Конгресу в 1867 році і програв своєму троюрідному брату Вільяму Генрі Барнуму. 1875 року він працював мером міста Бріджпорт, штат Коннектикут, над покращенням водопостачання, газовим освітленням вулиць і дотриманням законів про алкогольні напої та проституцію. Він зіграв важливу роль у заснуванні Бриджпортської лікарні, заснованої в 1878 році, і був її першим президентом.

## Прибуткова благодійність

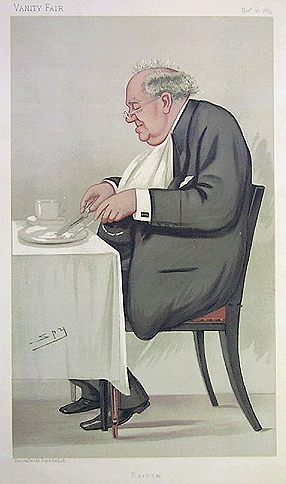
Карикатура на літнього Барнума в лондонському журналі Vanity Fair, листопад 1889 р.

Барнум насолоджувався тим, що він публічно назвав «прибутковою філантропією». «Якщо, покращуючи та прикрашаючи наше місто Бріджпорт, штат Коннектикут, і додаючи задоволення та процвітання моїм сусідам [і] я можу робити це з прибутком, стимул до «добрих справ» буде вдвічі сильнішим, ніж якби це було інакше». Він був призначений до Опікунської ради Університету Тафтса до його заснування, і він зробив кілька значних внесків у молодий заклад, включаючи подарунок у розмірі 50 000 доларів США (приблизно $1,454,107 у 2021 році) у 1883 році для створення музею (пізніше відомого як Музей природної історії Барнума ) і залу для відділу природної історії. Університет Тафтс зробив слона Джамбо талісманом школи, а учнів Тафтса називають «Джамбо».

## Особисте життя і смерть
8 листопада 1829 року Барнум одружився з Чаріті Геллетт  і у них було четверо дітей: Керолайн Корнелія (1833–1911), Хелен Марія (1840–1915), Френсіс Ірена (1842–1844) і Полін Тейлор (1846–1877). Його дружина померла 19 листопада 1873 , і наступного року він одружився з Ненсі Фіш, дочкою свого близького друга Джона Фіша; Ненсі була на 40 років молодша за нього.
Барнум помер від інсульту вдома в 1891 році у віці 80 років. Він похований на цвинтарі Mountain Grove у Бріджпорті, штат Коннектикут, кладовищі, яке він спроєктував.

## Спадщина
Барнум побудував чотири особняки в Бріджпорті, штат Коннектикут: Iranistan, Lindencroft, Waldemere і Marina. Найпомітнішим був Iranistan — архітектура мавританського Відродження, розроблена Леопольдом Ейдліцем, з куполами, шпилями та мереживною різьбою, натхненна Королівським павільйоном у Брайтоні, Англія. Він був побудований у 1848 році, але згорів у 1857 році. Особняк Марина був знесений Університетом Бріджпорта в 1964 році, щоб побудувати свій кафетерій.

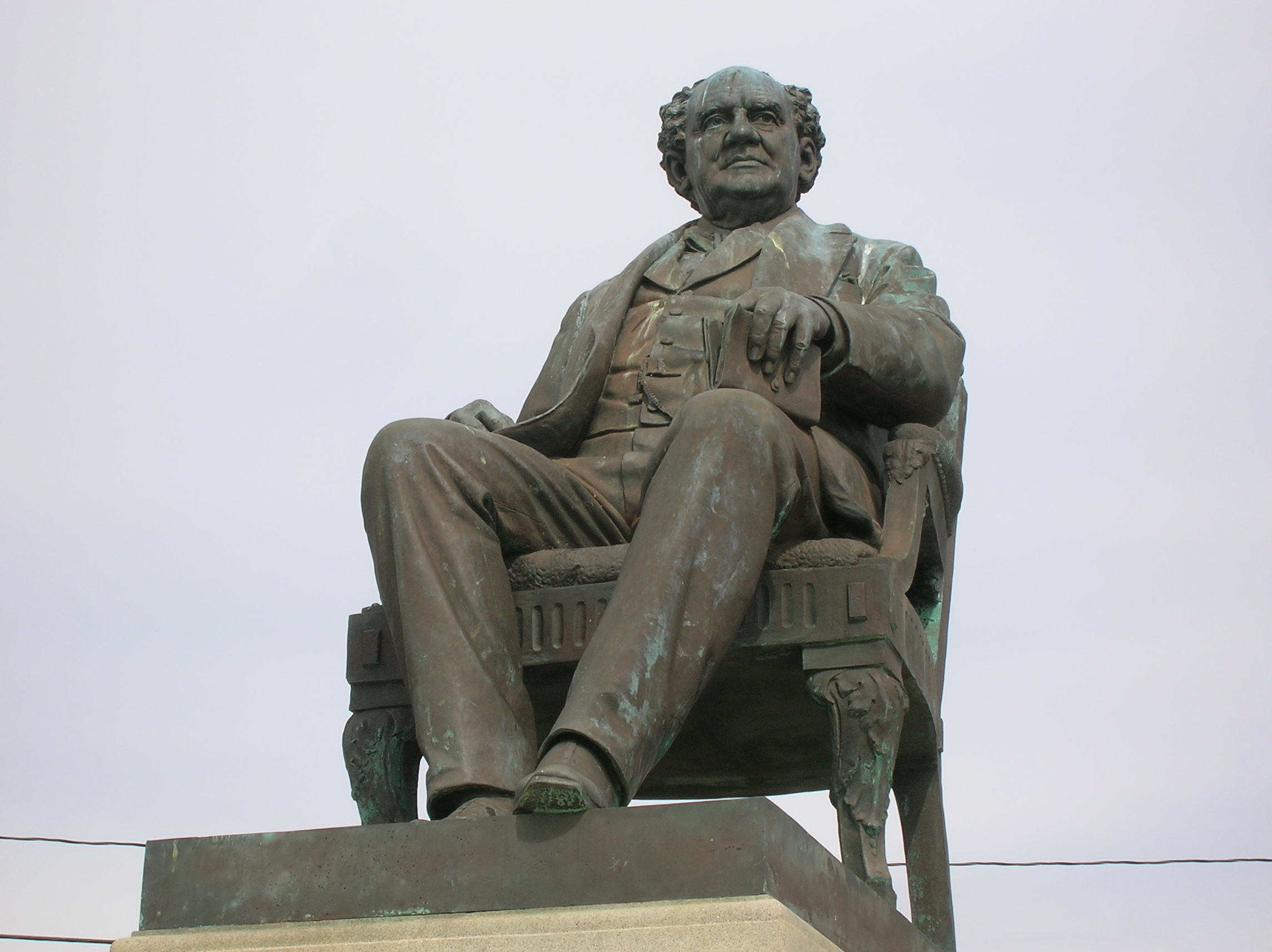
П. Т. Барнум, скульптура Томаса Болла (1887), Сісайд-Парк, Бріджпорт, Коннектикут

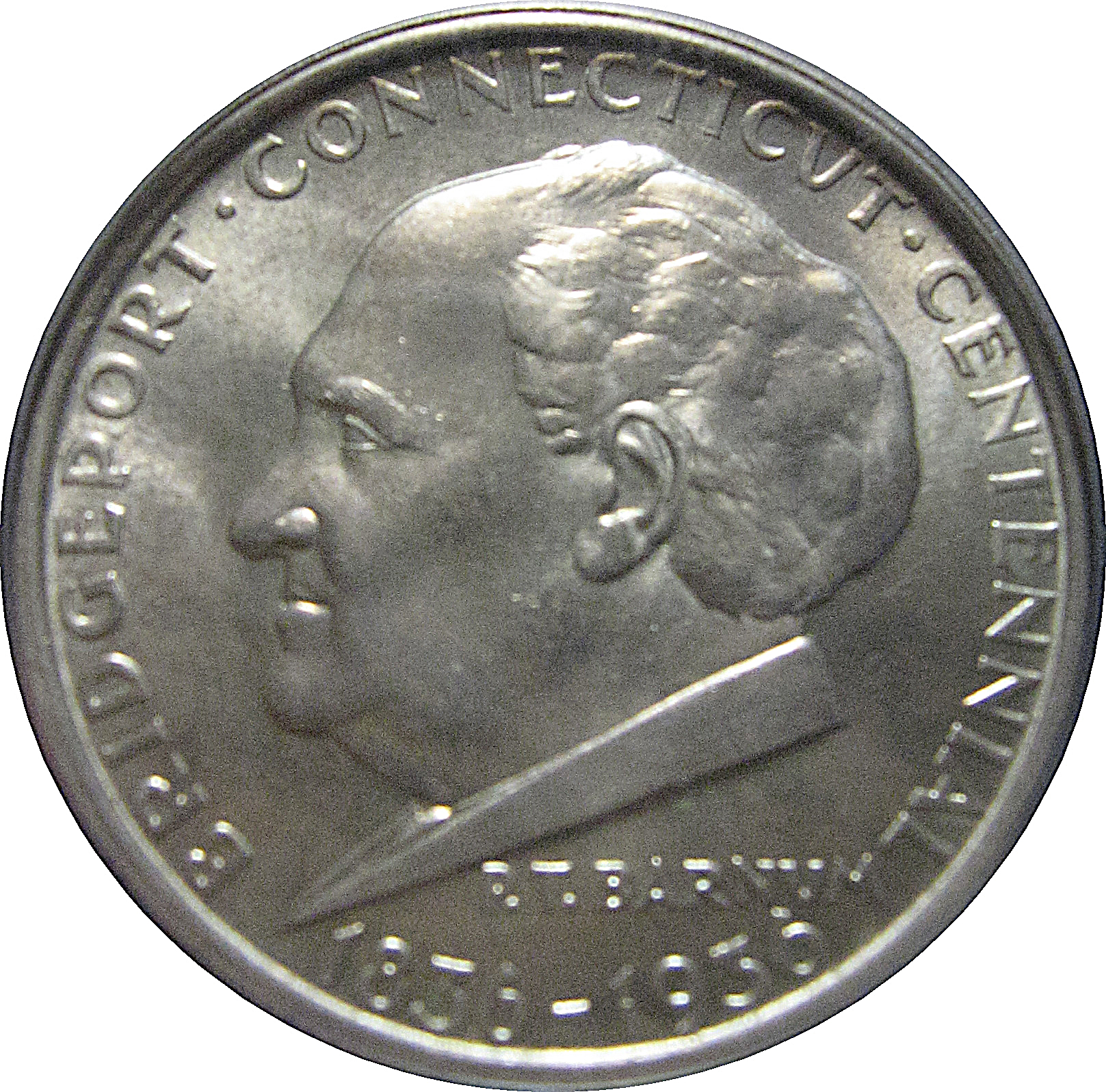
Аверс пам'ятного сторіччя Бріджпорта 1936 року

Після його смерті критики хвалили Барнума за хороші роботи та називали його іконою американського духу та винахідливості. Він попросив «Evening Sun» надрукувати його некролог перед смертю, щоб він міг його прочитати. 7 квітня 1891 року Барнум запитав про касові квитанції за день; через кілька годин він помер.
У 1893 році його колишні партнери Джеймс Бейлі, Джеймс А. Хатчінсон і У. В. Коул встановили статую на його честь у Сісайд-парку в Бріджпорті. Барнум пожертвував землю під цей парк у 1865 році. Його цирк був проданий Ringling Brothers 8 липня 1907 року за 400 000 доларів (близько 10,45 мільйонів доларів у доларах 2017 року). Цирки Ringling Brothers і Barnum & Bailey працювали окремо, поки вони не об'єдналися в 1919 році, утворивши Ringling Bros. і Barnum &amp; Bailey Circus.
Монетний двір США випустив пам'ятну монету в 1936 році до святкування сторіччя Бріджпорта з портретом Барнума на аверсі. Мультиплікатор Волт Келлі виріс у Бріджпорті та назвав персонажа на честь Барнума у своєму коміксі Pogo. Щорічний шеститижневий фестиваль Барнума протягом багатьох років проводився в Бріджпорті як данина пам'яті Барнуму. Історичне товариство Бетель замовило скульптуру в натуральну величину на честь 200-річчя від дня його народження, створену місцевим жителем Давидом Гезуальді та встановлену біля публічної бібліотеки. Освячення пам'ятника відбулося 26 вересня 2010 року.
У 1883 році Барнум разом із Чарльзом Е. Тукером заснував компанію Bridgeport &amp; Port Jefferson Steamboat Company, яка продовжує працювати через Лонг-Айленд-Саунд між Портом Джефферсоном, Нью-Йорк і Бріджпортом. Компанія володіє та керує трьома суднами, одне з яких називається MV PT Barnum. Музей Барнума в Бріджпорті зберігає багато дивацтв і курйозів Барнума.

## У масовій культурі

### Фільми і телебачення
- Мораль жінки (1930) – грає Уоллес Бірі
- Єнні Лінд (1932) – грає Андре Берлі
- Могутній Барнум (1934) – знову грає Уоллес Бірі
- Найбільше шоу на Землі (1952) – зосереджується на вигаданій версії сучасного цирку братів Рінглінг і Барнума та Бейлі, хоча Барнум не є ані сюжетом фільму, ані персонажем у ньому.
- «Ракета на Місяць» Жуля Верна (1967) — роль Берла Айвза
- Барнум! (1986) – зіграв Майкл Кроуфорд ; екранізована версія бродвейського мюзиклу (див. нижче), знята в Лондоні
- Барнум (1986) – роль Берта Ланкастера ; фільм, створений для телебачення
- П. Т. Барнум (1999) – грає Бо Бріджес ; фільм, створений для телебачення
- Банди Нью-Йорка (2002) – Роджер Ештон-Гріффітс
- Найбільший шоумен (2017) – мюзикл, оснований на житті П. Т. Барнума та його цирку. Х'ю Джекман грає Барнума і став співпродюсером фільму [47][48]
- Я тебе там не бачив (2022) – кінорежисер-інвалід із рідного міста П.Т.Барнума Бетеля , штат Коннектикут, розмірковує про спадщину фрік-шоу

### Театр
- Барнум (1980) – бродвейський мюзикл, оснований на житті Барнума, з Джимом Дейлом у головній ролі

### Книги
- Великий і єдиний Барнум; Величезне, дивовижне життя шоумена П. Т. Барнума

### Музика
- «US Blues» — пісня з альбому From the Mars Hotel гурту Grateful Dead

## Публікації
- Життя П. Т. Барнума: Написано ним самим. Спочатку опубліковано Нью-Йорк: Redfield, 1855. Перевид., Шампейн: University of Illinois Press, 2000.ISBN 0-252-06902-1.
- Боротьба і тріумфи, або Сорокалітні спогади П. Т. Барнума. Спочатку опубліковано 1869. Перевид., Whitefish, MT: Kessinger, 2003.ISBN 0-7661-5556-0 (частина 1) іISBN 0-7661-5557-9 (частина 2). 1882 edition // Internet Archive
- Мистецтво заробляти гроші, або Золоті правила заробляння грошей. Спочатку опубліковано 1880. Перевид., Bedford, MA: Applewood, 1999.ISBN 1-55709-494-2.
- Дикі звірі, птахи та рептилії світу: історія їх захоплення. Паб. 1888, RS Peale & Company, Чикаго.
- Чому я універсаліст. Вперше опубліковано 1890 р. Перевидання Kessinger Pub Co.ISBN 1-4286-2657-3

## Подальше читання
- Адамс, Блуфорд. E Плюрібус Барнум: Великий шоумен і становлення популярної культури США. Міннеаполіс: University of Minnesota Press, 1997.ISBN 0-8166-2631-6.
- Олдерсон, Вільям Т., ред. Русалки, мумії та мастодонти: поява Американського музею. Вашингтон, округ Колумбія: Американська асоціація музеїв для музеїв міського життя Балтімора, 1992.
- Барнум, Патрік Воррен. Генеалогія Барнума: 650 років сімейної історії. Бостон: Higginson Book Co., 2006.ISBN 0-7404-5551-6 (тверда обкладинка),ISBN 0-7404-5552-4 (м'яка обкладинка), LCCN 2005903696-{{{3}}}
- Бентон, Джоел. Життя Фінеаса Т. Барнума, .
- Беттс, Джон Рікардс. «П.Т. Барнум і популяризація природничої історії», Journal of the History of Ideas 20, no. 3 (1959): 353–368.
- Кук, Джеймс В. Мистецтво обману: гра з шахрайством в епоху Барнума. Кембридж: Harvard University Press, 2001.ISBN 0-674-00591-0. Розповідає про « Русалку Фіджі » Барнума та що це таке? експонати до інших популярних видів мистецтва дев’ятнадцятого століття, включаючи магічні шоу та картини trompe-l'œil.
- Хардінг, Лес. Elephant Story: Jumbo та PT Barnum Under the Big Top. Джефферсон, Північна Кароліна: McFarland & Co., 2000.ISBN 0-7864-0632-1. (129 стор. )
- Гарріс, Ніл. Обман: мистецтво П. Т. Барнума. Чикаго: University of Chicago Press, 1973.ISBN 0-226-31752-8.
- 978-0-679-43574-7
- 978-0-19-507832-9
- Рейс, Бенджамін. Шоумен і раб: Раса, смерть і пам'ять в Америці Барнума. Кембридж: Harvard University Press, 2001.ISBN 0-674-00636-4. Зосереджено на виставці Джойс Хет Барнума.
- Saxon, Arthur H. PT Barnum: The Legend and the Man. Нью-Йорк: Columbia University Press, 1995.ISBN 0-231-05687-7.
- Ухілл, Іда Ліберт. Привіт, присоски! Що зробив П. Т. Барнум у Колорадо. Денвер: Pioneer Peddler Press, 2001.OCLC 47773817OCLC 47773817
- Джефферсон, Марго. Про Майкла Джексона. Нью-Йорк: Пантеон, 2006.ISBN 978-0-307-27765-7. Критика Майкла Джексона, включно з його одержимістю П. Т. Барнумом і "Freaks".
- The Colossal PT Barnum Reader: нічого подібного у Всесвіті. ред. Джеймс В. Кук. Champaign, University of Illinois Press, 2005.ISBN 0-252-07295-2.
- Вулф, Джон. The Wonders: Lifting the Curtain on the Freak Show, Circus and Victorian Age (Лондон: Майкл О'Мара, 2019)ISBN 1782439935